# Grand Prix 1928
Grand Prix-säsongen 1928 var Världsmästerskapet i Grand Prix racing nedlagt och endast två tävlingar räknades som Grandes Épreuves.

## Grand Prix
| Grand Prix                             | Bana         | Datum       | Vinnande förare | Vinnande konstruktör |
| -------------------------------------- | ------------ | ----------- | --------------- | -------------------- |
| Indianapolis 500                       | Indianapolis | 30 maj      | Louis Meyer     | Miller               |
| Italiens Grand Prix/Europas Grand Prix | Monza        | 9 september | Louis Chiron    | Bugatti              |